# آرام‌اس لینستر
آرام‌اس لینستر (به انگلیسی: RMS Leinster) یک زیردریایی بود که طول آن ۳۷۸ فوت (۱۱۵ متر) بود. این زیردریایی در سال ۱۸۹۷ ساخته شد.